# Paris Air Show
De Paris Air Show (Salon international de l'aéronautique et de l'espace de Paris-Le Bourget, Salon du Bourget, SIAE) is een vliegshow gehouden op Aéroport de Paris-Le Bourget in Parijs. De eerste editie was in 1909. Vanaf 1949 werd hij elke twee jaar in de oneven jaren gehouden. 

## Geschiedenis
De vliegshow is een belangrijk punt op de kalender voor de internationale luchtvaart en defensie-industrie omdat er een mogelijkheid is om de vliegtuigen te tonen aan potentiële klanten. De show wordt ook gebruikt om nieuwe aankopen en ontwikkelingen bekend te maken en om media-aandacht te krijgen. Het is de grootste vliegshow ter wereld.
De Paris Air Show duurt een week en bestaat uit vier dagen (maandag tot donderdag) voor specialisten en wordt vervolgens drie dagen geopend voor het gewone publiek, van vrijdag tot zondag. De opzet is vergelijkbaar met Farnborough en de Berlin Air Show, beide uitgevoerd in even jaren.
De Paris Air Show vindt plaats op de luchthaven Le Bourget. Dit is na luchthaven Charles de Gaulle en luchthaven Orly de derde luchthaven van Parijs. Le Bourget ligt 6,5 km ten noordoosten van Parijs.

### 2005
De belangrijkste burgerluchtvaartuigen gepresenteerd tijdens deze editie waren: de A380 (eerste presentatie op een beurs), de Boeing 777-240 LR, Oekraïense en Russische vliegtuigen, Embraer regionale vliegtuigen (inclusief 190), Bombardier (met de Global 5000), etc. De zakenluchtvaart was vertegenwoordigd door Dassault Aviation en de nieuwe Falcon 7X, Gulfstream, Raytheon, Piaggio, Pilatus ... Er werden 238 vliegtuigen  gepresenteerd, waaronder zestig met een vliegdemonstratie.  1.926 exposanten uit veertig landen waren aanwezig. Het was ook de laatste show met een vliegdemonstratie van de A318 en A340-600. 
In totaal kwamen bijna 480.000 bezoekers naar de show voor deze editie, waarvan 120.000 voor de publieksdagen zaterdag en zondag. 

### 2007
De 47ste show kende een recordaantal exposanten (ruim 2000) uit 42 landen, 153.920 professionele bezoekers en meer dan 400.000 bezoekers tijdens de publieksdagen. 
Er waren demonstraties van onder andere de Rafale en de Tiger helikopter. De Airbus A-380 vloog eveneens een demo en was uitgerust met Engine Alliance GP7200-motoren. 

### 2009
De beurs opende haar deuren voor professionele bezoekers op 15 juni 2009. Om het honderdjarig bestaan van de show te vieren, werden enkele oude vliegtuigen gepresenteerd zoals Blériot XI-2, de Boeing B-17G Flying Fortress en de Douglas DC-3.
Zaterdag 20 juni vloog de Patrouille de France voor het eerst sinds lange tijd weer op het salon. Het was geleden van de 30e editie in 1973, na het ongeluk van een Tupolev Tu-144, dat de Patrouille De France nog deelnam.
Meer dan 2000 exposanten namen aan het salon deel. 

### 2011
Het 49e salon telde meer dan 2100 internationale exposanten. Er waren in totaal 150 vliegtuigen te zien, waaronder het Solar-elektrische vliegtuig Solar Impulse.
De show werd vooral gekenmerkt door de allereerste aanwezigheid van een Chinese vliegtuigfabrikant, COMAC, die volgens specialisten een concurrent van Airbus zou moeten worden en door de komst van drie nieuwe vliegtuigen van Boeing: de passagiers- en vrachtversies van de 747-8 en de 787 Dreamliner.
EADS-vliegtuigen hebben pech in hun vluchtpresentaties. Een Koreaans Air A380-vliegtuig moet het vliegtuig van de fabrikant vervangen, dat de dag voor de opening van de show werd beschadigd. Het nieuwe A400M-militaire transportvliegtuig kampte met een motorstoring maar was wel in staat een verkorte demonstratievlucht uit te voeren. De Eurocopter X3, een prototype van een gyrodyne, maakte voor het eerst een demovlucht. 
De beurs mocht rekenen op een grote opkomst met 145.000 professionals en 200.000 bezoekers tijdens de publieksdagen.

### 2013
In 2013 vond de 50e editie van het salon plaats. De Amerikaanse adviesgroep Teal publiceerde op 17 juni een studie die voorspelt dat de wereldmarkt van drones over tien jaar zal verdubbelen en 11,6 miljard dollar per jaar zal bereiken. Op dezelfde dag stelde de Braziliaanse fabrikant Embraer zijn nieuwe generatie regionale jets voor: de E2 (E175, E190 en E195 zijn de drie versies van deze familie E2).
Onder de nieuwigheden van deze 50e editie, voert EGTS International, een joint venture die in 2011 werd gelanceerd door Safran en Honeywell, de eerste publieke demonstratie uit van EGTS (Electric Green Taxiing System), een elektrisch belastingssysteem met een dubbele motor in de velgen. 

### 2015
In 2015 vond het luchtvaartbeurs plaats van 15 juni tot 21 juni 2015. Blikvangers waren de nieuwe Dassault Falcon 8X, Airbus A350 XWB en de Bombardier CS300. Er kwamen 351.584 bezoekers langs die konden genieten van 2.303 exposanten op 122.500 vierkante meter tentoonstellingsruimte. 4.359 journalisten uit 72 landen woonden de beurs bij. Er werd voor 130 miljard euro contracten afgesloten waarmee het salon zijn positie als 's werelds grootste evenement gewijd aan de lucht- en ruimtevaartindustrie bevestigde. Tijdens de show kondigde Airbus Helicopters een opvolger aan van de Super Puma, genaamd de Airbus Helicopters X6.

### 2017
De 52e Air Show werd gehouden van 19 tot 25 juni 2017. Er namen 2.381 exposanten uit 48 landen met 140 vliegtuigen deel waaronder voor het eerst de Airbus A321neo, Airbus A350-1000, Boeing 787-10, Boeing 737 MAX 9, Kawasaki P- 1, Mitsubishi MRJ90 en Lockheed Martin F-35.
Het salon werd geopend door de Franse president Emmanuel Macron die voor de gelegenheid met een Frans militair vliegtuig op Le Bourget landde. Na he kwamen nog  290 officiële delegaties uit 98 landen en 7 internationale organisaties het salon bezoeken. Naast 3.450 journalisten kwamen 142.000 bezoekers langs tijdens de professionele dagen. De publieksdagen brachten, mede dankzij het goede weer, 180.000 bezoekers op de been. Er werden aankondigingen gedaan voor 934 orders goed voor een totaal van 115 miljard dollar. 

### 2019
De 53e editie van het salon vond plaats van 17 tot 23 juni 2019. Het salon werd zoals gebruikelijk geopend door de Franse president. Hij onthulde er onder meer een modelversie van de SCAF (Système de combat aérien du futur), een multinationaal project voor een nieuw gevechtstoestel. 
Zowel Airbus als Embraer vierden op het salon hun 50-jarig bestaan. Veel aandacht ging tijdens het salon naar elektrisch vliegen als naar onbemande vliegtuigen zowel voor civiele als militaire toepassingen.

### 2021
De 54e editie van het salon werd vanwege de Covid-19 pandemie geannuleerd.

### 2023
De editie van 2023 vond plaats van 19 tot 25 juni 2023.  

## Incidenten
Naast de grote incidenten waren er ook twee ongelukken van de Convair B-58-bommenwerper, in 1961 en in 1965.

#### 1973
Op 3 juni 1973 stortte de tweede geproduceerde Tupolev Tu-144 neer tijdens de vlucht om het te tonen aan het publiek. Het vloog te langzaam toen het snel probeerde te klimmen. Toen de piloot probeerde het vliegtuig weer sneller te laten vliegen brak het toestel uit elkaar en stortte het neer: 15 huizen waren vernietigd, 6 crewleden overleden en daarnaast vielen er ook nog 8 doden op de grond; er waren ook nog 60 zwaargewonden.

#### 1989
Een Mikojan-Goerevitsj MiG-29 stortte neer tijdens een demonstratievlucht. Er waren geen gewonden of doden.